# Phyllobrotica adusta
Phyllobrotica adusta es una especie de insecto coleóptero de la familia Chrysomelidae. Fue descrita en 1799 por Creutzer.
Es una plaga en Europa. Se alimenta de raíces de plantas de la familia Lamiaceae.